# General der Kampfflieger
General der Kampfflieger (L In 2) war eine Dienststelle innerhalb der deutschen Luftwaffe.

## Geschichte der Dienststelle
Die Dienststelle ging 1941 aus der Inspektion der Kampf- und Sturzkampfflieger (ab Ende 1939/Anfang 1940 so bezeichnet) hervor. Die Inspektion der Kampf- und Sturzkampfflieger war erst dem General z. b. V. beim Generalinspekteur der Luftwaffe unterstellt, im April 1940 wechselte die Unterstellung zum Chef des Ausbildungswesens. Ab Herbst 1941 war die Dienststelle dann dem Chef des Generalstabs der Luftwaffe unterstellt.
Vorläufer der Dienststelle wurde 1934 als Inspektion der Kampfflieger (Fl In 2) gebildet und 1937 in Inspektion der Kampfflieger (L In 2) umbenannt. Anfang 1939 erfolgte eine weitere Namensänderung in Inspektion der Kampf-, Sturzkampf- und Aufklärungsflieger (L In 2). Diese Inspektionen unterstanden zunächst dem Generalinspekteur der Luftwaffe und ab Februar 1939, wie später wieder ab April 1940, dem Chef des Ausbildungswesens.
Die Dienststelle bestand aus ca. 145 Planstellen, davon zwei Generalstabsoffiziere, 28 Offiziere und 2 Ingenieure. Anfang März 1945 bestand die Stärke nur noch aus 81 Personen, einschließlich 22 Offiziere. Der General der Kampfflieger bestand als Dienststelle bis Kriegsende.

## Offiziere in dieser Dienststelle
Inspekteur der Kampfflieger/Inspektion der Kampf-, Sturzkampf- und Aufklärungsflieger:
- Oberstleutnant/Oberst/Generalmajor Curt Pflugbeil: Oktober 1935 bis August 1939

Inspekteur der Kampf- und Sturzkampfflieger:
- Oberst Paul Schultheiss: Januar bis Oktober 1940

Inspekteur der Kampf- und Sturzkampfflieger/General der Kampfflieger:
- Generalmajor Johannes Fink: Oktober 1940 bis Oktober 1942

General der Kampfflieger:
- Oberst Dietrich Peltz: Januar bis September 1943
- Major/Oberstleutnant Joachim Helbig: m.d.W.d.G.b., März bis August 1943
- ohne Besetzung: August 1943 bis Februar 1944
- Oberst Walter Marienfeld: Februar bis Oktober 1944
- Oberst/Generalmajor Walter Storp: Oktober 1944 bis Januar 1945
- Oberstleutnant Werner Baumbach: m. d. W. d. G. b., November 1944 bis Januar 1945
- Oberstleutnant/Oberst Hans-Henning von Beust: m. d. W. d. G. b., Februar 1945 bis Kriegsende

## Bekannte Personen
- Hanns Horst Heise: von Juni 1944 bis August 1944 Inspizient
- Walter Sigel: von April 1943 bis Februar 1944 im Stab